# جورج تاون، پاپ، آرکانزاس
جورج تاون (به انگلیسی: Georgetown) یک منطقهٔ مسکونی در ایالات متحده آمریکا است که در شهرستان پوپ، آرکانزاس واقع شده‌است. جورج تاون ۱۱۴٫۹۱ متر بالاتر از سطح دریا واقع شده‌است.